# Russell Braddon
Pour les articles homonymes, voir Braddon.
Russell Braddon, né le 25 janvier 1921 à Sydney et décédé le 20 mars 1995 à Urunga, Nouvelle-Galles du Sud,  est un écrivain, biographe et auteur australien de roman policier et de science-fiction.

## Biographie
Il fait ses études supérieures à l’Université de Sydney et obtient son diplôme en 1940. Engagé volontaire dans l’artillerie de l’armée impériale australienne dès 1941, il subit son entraînement dans une caserne de Victoria et est envoyé à Singapour en Malaisie. Fait prisonnier, il passe quatre ans dans les camps japonais. Il raconte cette dure expérience faite de travaux harassants, de promiscuité, d’insalubrité et de manque de nourriture dans L’Île nue, un immédiat best-seller vendu à plus d’un million d’exemplaires et dont Braddon tirera une adaptation pour le théâtre en 1961.
Démobilisé, Braddon reprend ses études de droit en 1949, puis publie un premier romanThe Piddingtons en 1950. Le succès de L’Île nue le convainc de se consacrer entièrement à l’écriture. Il donne alors des romans (Those in Peril, When the Enemy is Tired), des textes de science-fiction (The Inseparables, The Year of the Angry Rabbit) et des romans policiers (Ultime Forfait, Balle de match ! ).
Il a également publié des ouvrages sur la guerre et des biographies, notamment sur la jeune australienne Nancy Wake, figure de la Résistance intérieure française pendant la Seconde Guerre mondiale, et sur la cantatrice australienne Joan Sutherland.

## Œuvre

### Romans
- The Piddingtons (1950)
- Those in Peril (1954)
- Out of the Storm (1956)
- Gabriel Comes to 24 (1958)
- The Proud American Boy (1960)
- The Year of the Angry Rabbit (1964)
- Committal Chamber (1966)
- The Inseparables (1968)
- When the Enemy is Tired (1968)
- Will You Walk a Little Faster? (1969)
- Prelude and Fugue for Lovers (1971)
- Progress of Private Lilyworth (1971) Publié en français sous le titre Le Bidasse inspiré, Paris, Gallimard, Série noire no 1532, 1972
- End Play (1972) Publié en français sous le titre Ultime Forfait, Paris, Gallimard, Série noire no 1695, 1972
- The Thirteenth Trick (1973)
- The Finalists (1977) Publié en français sous le titre Balle de match !, Paris, Librairie des Champs-Élysées, Le Masque no 1637, 1981
- The Predator (1980)
- Funnelweb (1990)

### Autres publications
- The Naked Island (1952) Publié en français sous le titre L’Île nue, Paris, Flammarion, 1955
- Cheshire V.C: A Study of War and Peace (1954)
- Woman in Arms: The Story of Nancy Wake (1956)
- Nancy Wake: The Story of a Very Brave Woman (1956)
- End of a Hate (1958)
- Joan Sutherland (1962)
- Roy Thomson of Fleet Street (Collins, 1965)
- The Siege (1969)
- Suez: The Splitting of a Nation (1973)
- Hundred Days of Darien (1974)
- All the Queen's Men (1977)
- Japan Against the World (1983)
- The Other Hundred Years War (1983)
- Australia Fair? (1984)
- Thomas Baines and the North Australian Expedition (1987)
- Prisoners of War (1988), en collaboration avec Hugh Clarke et Colin Burgess

### Théâtre
- The Naked Island (1961), adaptation scénique de l’ouvrage autobiographique homonyme.

## Adaptations
- 1972 : Les Rongeurs de l'apocalypse, film de William F. Claxton, d’après le roman The Year of the Angry Rabbit.
- 1976 : End Play (en), film de Tim Burstall (en), d’après le roman homonyme.
- 1987 : Nancy Wake (en), téléfilm de Pino Amenta (en), d’après la biographie de Nancy Wake écrite par Russell Braddon.